# 宮嵜靖則
宮嵜 靖則（みやざき やすのり、1963年8月 - 2024年2月20日）は、日本の薬剤師、薬学者（製剤学・医療薬学）。学位は博士（薬学）（星薬科大学・2004年）。「嵜」の異体字である「崎」を用いて宮崎 靖則（みやざき やすのり）と表記されることもある。
東京女子医科大学附属第二病院薬剤部主任薬剤師、東京女子医科大学東医療センター薬剤部副薬剤師長、静岡県立大学薬学部准教授などを歴任した。

## 概要
製剤学や医療薬学を専攻する薬学者である。ドラッグデリバリーシステムの開発などに取り組んだ。東京女子医科大学に薬剤師として勤務したのち、静岡県立大学で後進の育成にあたった。

## 来歴

### 生い立ち
1963年8月に生まれた。東京理科大学に進学し、薬学部の薬学科にて薬学を学んだ。1987年3月に、東京理科大学を卒業した。また、薬剤師国家試験に合格し、薬剤師の資格を取得する。

### 薬剤師・研究者として
1987年に東京女子医科大学附属第二病院に採用され、薬剤部に配属される。以来、東京女子医科大学附属第二病院に、薬剤師として勤務する。2002年、東京女子医科大学附属第二病院の薬剤部にて主任薬剤師に昇任する。また、2004年には、星薬科大学より博士（薬学）の学位を取得した。2005年に東京女子医科大学附属第二病院は東医療センターに改組されるが、引き続き勤務する。翌年、東京女子医科大学東医療センターの薬剤部にて、副薬剤師長に昇任する。
2009年、東京女子医科大学東医療センターから静岡県立大学に転じ、薬学部の准教授に就任した。また、静岡県立大学の大学院においては、薬学研究科の准教授も兼務することとなった。2012年に薬学研究科と生活健康科学研究科が2研究院1学府に統合再編されると、それにともない、新設された薬学研究院の准教授を兼務することとなった。静岡県立大学の薬学部では、薬学科の講義を担当し、賀川義之らとともに臨床薬剤学の研究室に所属した。静岡県立大学の大学院では、薬食生命科学総合学府の薬学専攻の講義を担当した。
静岡県立大学の准教授として在職中の2024年2月20日に死去し、同年2月24日に葬儀が行われた。

## 研究
専門は薬学であり、特に製剤学や医療薬学といった分野を研究している。具体的には、ドラッグデリバリーシステムの開発や、病院薬局製剤に纏わる技術開発、および、後発医薬品の品質評価、などを手掛けている。大学教員として薬学生を指導するにあたり、薬剤師が取り組むべき事項として「患者第一の医療、生涯学習と教育、問題解決のための研究」の3つを挙げ、これらに取り組める薬剤師の育成を目指すとしている。
学会としては、日本薬学会、日本薬剤学会、日本医療薬学会、日本医薬品情報学会、粉体工学会などに所属している。日本薬剤学会では、2010年4月より広報委員会の委員を務めている。

## 略歴
- 1963年 - 誕生。
- 1987年 - 東京理科大学薬学部卒業。
- 1987年 - 東京女子医科大学附属第二病院薬剤部薬剤師。
- 2002年 - 東京女子医科大学附属第二病院薬剤部主任薬剤師。
- 2006年 - 東京女子医科大学東医療センター薬剤部副薬剤師長。
- 2009年 - 静岡県立大学薬学部准教授。
- 2009年 - 静岡県立大学大学院薬学研究科准教授。
- 2012年 - 静岡県立大学大学院薬学研究院准教授。
- 2024年 - 死去[7]。

## 著作

### 共著
- 東京都病院薬剤師会編『授乳婦と薬――薬剤の母乳移行性情報とその評価』じほう、2000年。ISBN 4840727619
- 日本病院薬剤師会編『病院薬局製剤』6版、薬事日報社、2008年。ISBN 9784840810395

## 関連人物
- 大澤隆志
- 賀川義之
- 前田利男 (薬学者)